# Elmira Karapetian
Elmira Karapetian (en armenio: Էլմիրա Կարապետյան; Ereván, 18 de mayo de 1994) es una deportista armenia que compite en tiro, en la modalidad de pistola.
En los Juegos Europeos de Cracovia 2023 consiguió una medalla de plata en la prueba de pistola 10 m mixto. Ganó dos medallas en el Campeonato Europeo de Tiro, en los años 2023 y 2025.

## Palmarés internacional
| Juegos Europeos    | Juegos Europeos     | Juegos Europeos   | Juegos Europeos    |
| Año                | Lugar               | Medalla           | Prueba             |
| ------------------ | ------------------- | ----------------- | ------------------ |
| 2023               | Breslavia (Polonia) | Medalla de plata  | Pistola 10 m mixto |
| Campeonato Europeo |                     |                   |                    |
| Año                | Lugar               | Medalla           | Prueba             |
| 2023               | Tallin (Estonia)    | Medalla de bronce | Pistola 10 m       |
| 2025               | Osijek (Croacia)    | Medalla de plata  | Pistola 10 m solo  |